# Gomphus kinzelbachi
Gomphus kinzelbachi – gatunek ważki z rodziny gadziogłówkowatych (Gomphidae). Przechodzi rozwój w dużych rzekach na terenie Iranu i Iraku.